# Glenea multiguttata
Glenea multiguttata es una especie de escarabajo del género Glenea, familia Cerambycidae. Fue descrita científicamente por Guerin-Meneville en 1843.
Habita en Bangladés e India. Esta especie mide 10 mm.

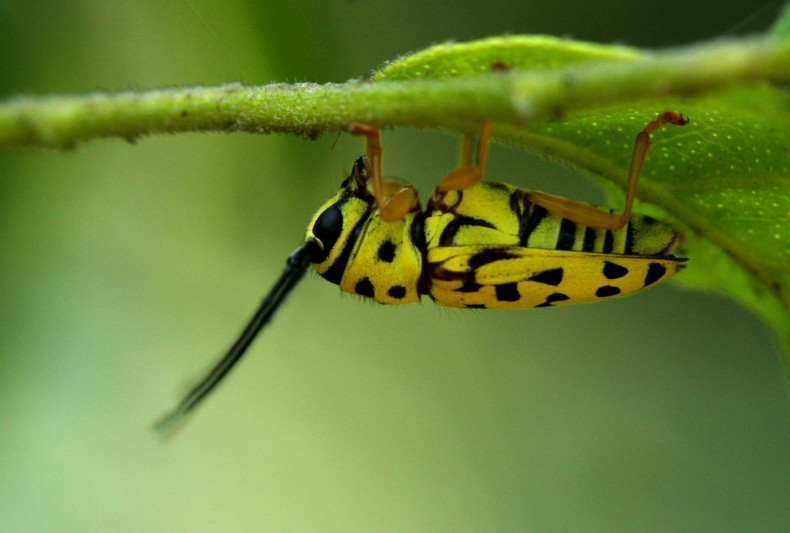
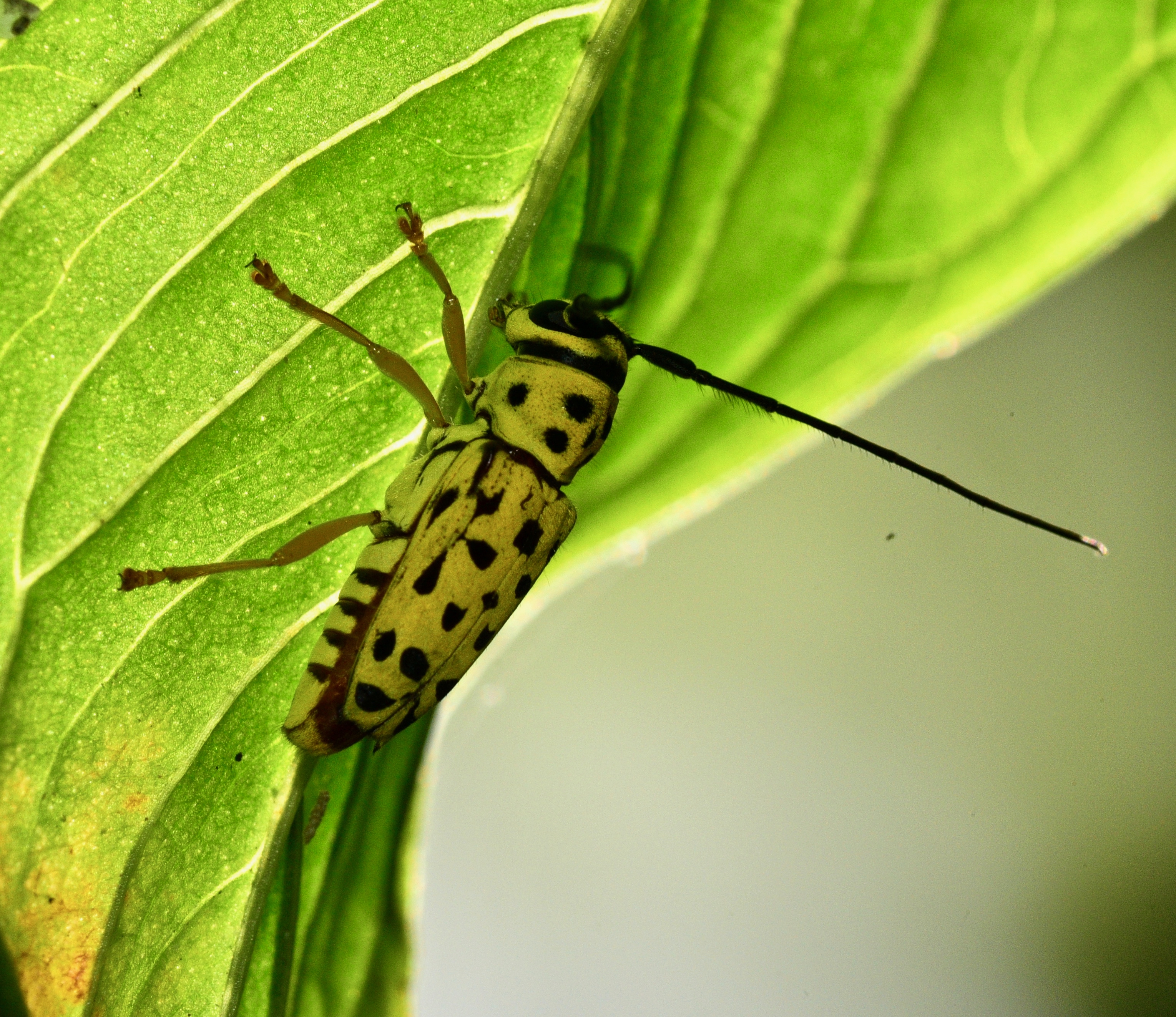
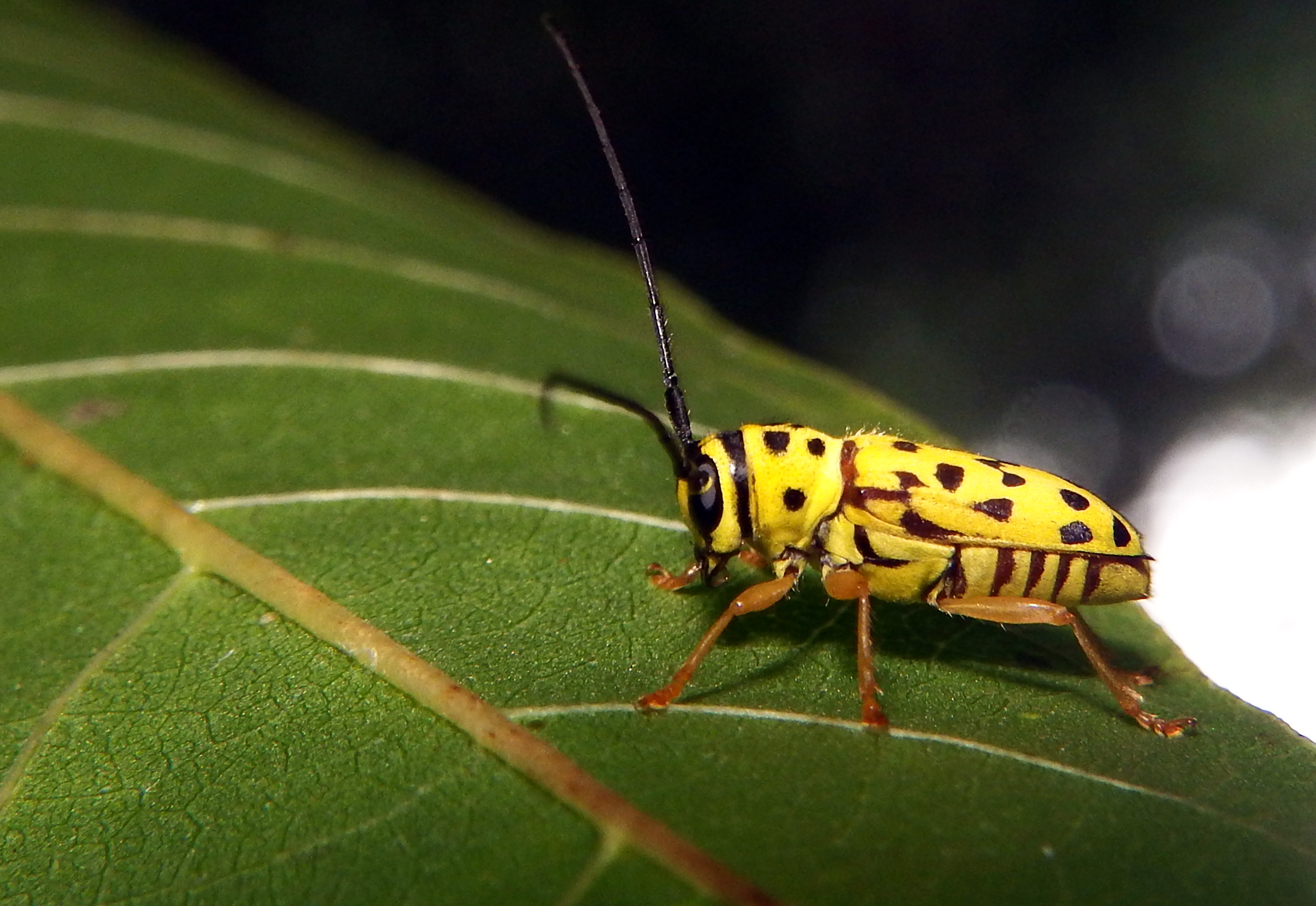
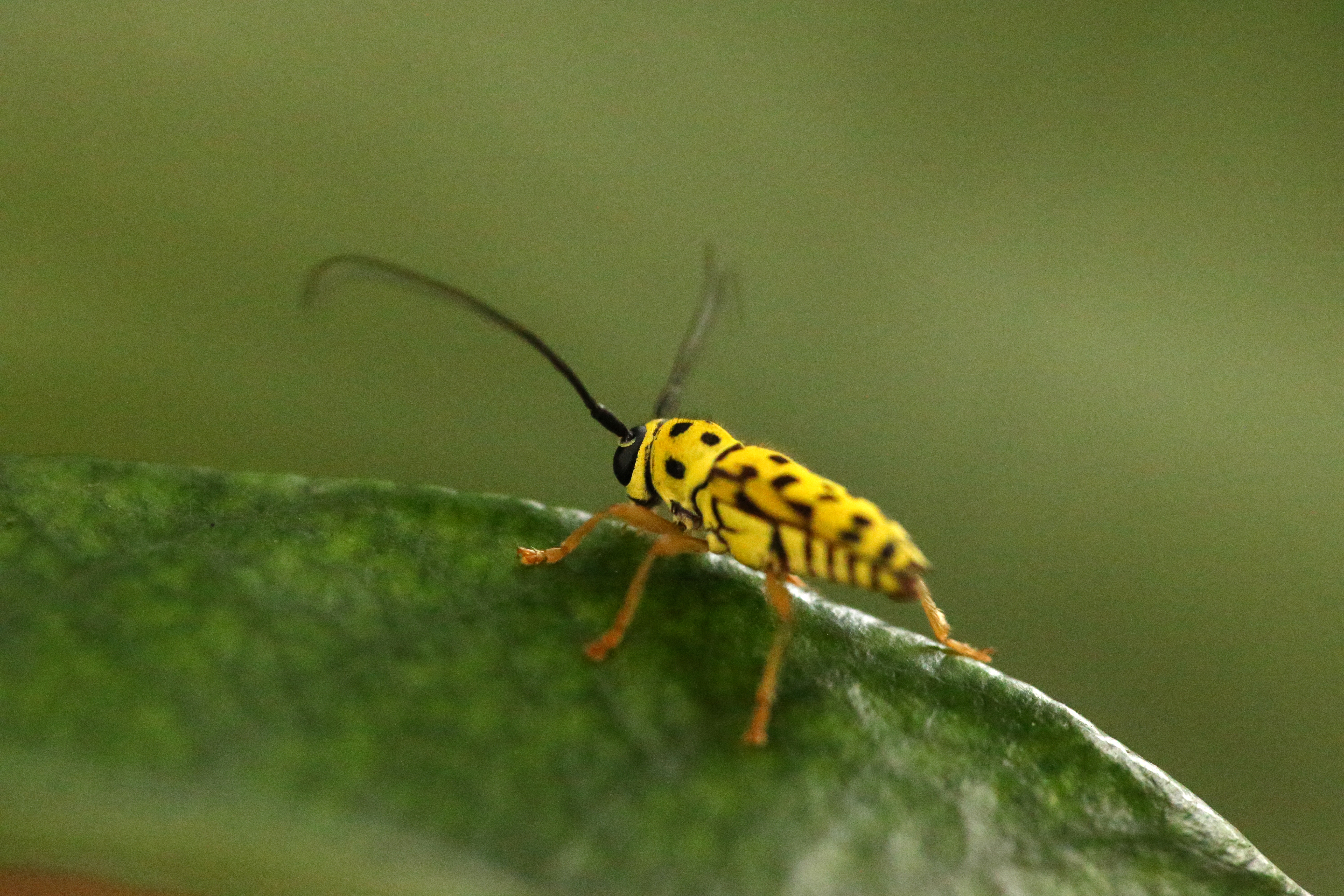